# Scopus
Scopus是一個文獻資料庫，2004年由學術出版商愛思唯爾推出，當時為Web of Science的競爭對象。其囊括全球5000多家在科學、技術、醫學和社會科學等領域的出版商。

## 簡介
Scopus是愛思唯爾于2004年推出的摘要和引文数据库，涵盖来自约11,678家出版商的近36,377种期刊（22,794种活跃期刊和13,583种非活跃期刊），其中34,346种是顶级学科领域的同行评审期刊，包括了生命科學、社会科学、物理科學和健康科学。數據庫涵盖了三种类型的來源：叢書、期刊和商業雜誌。Scopus中的所有期刊每年都会根据四種數值化的衡量标准进行审查；分別是H指数、引用分數、SJR（SCImago期刊排名）和SNIP（每篇论文的来源标准化影响）。 Scopus中的搜索还包括对专利数据库的搜索。